# おへその国からこんにちは/天まで登れ!
「おへその国からこんにちは/天まで登れ!」（おへそのくにからこんにちは/てんまでのぼれ!）は、ハロプロ研修生のDVDシングル。シングルとしては、通算3枚目。2013年12月20日にアップフロントワークスから発売された。

## 概要
- 同年6月12日に「ハロプロ研修生 feat. Juice=Juice」名義で発売した2ndインディーズシングル「天まで登れ!」をハロプロ研修生のみのバージョンで初収録[1]。
- 同年12月21日、ディファ有明で開催された「ハロプロ研修生 発表会 2013～12月の生タマゴShow!～」にて会場先行販売された[1]。

## 収録内容
1. おへその国からこんにちは(Music Video)
2. 天まで登れ!(Music Video)
3. おへその国からこんにちは(Dance Shot Ver.)
4. 天まで登れ!(Dance Shot Ver.)
5. おへその国からこんにちは(カラオケ Ver.)
6. 天まで登れ!(カラオケ Ver.)